# Rally Albena – Zlatni Piassatzi 1984
Rajd Bułgarii 1984 (15. Rally Albena – Zlatni Piassatzi – Sliven) – 15. edycja rajdu samochodowego Rajd Bułgarii rozgrywanego w Bułgarii. Rozgrywany był od 12 do 13 maja 1984 roku. Była to szesnasta runda Rajdowych Mistrzostw Europy w roku 1984 (rajd miał najwyższy współczynnik – 4) oraz czwarta runda Rajdowego Pucharu Pokoju i Przyjaźni w roku 1984.

## Klasyfikacja rajdu
| Miejsce                      | Kierowca                     | Pilot                        | Samochód                     | Czas                         | Strata                       |                              |
| Klasyfikacja generalna i ERC | Klasyfikacja generalna i ERC | Klasyfikacja generalna i ERC | Klasyfikacja generalna i ERC | Klasyfikacja generalna i ERC | Klasyfikacja generalna i ERC | Klasyfikacja generalna i ERC |
| ---------------------------- | ---------------------------- | ---------------------------- | ---------------------------- | ---------------------------- | ---------------------------- | ---------------------------- |
| 1.                           | Carlo Capone                 | Sergio Cresto                | Lancia 037 Rally             | 4:08:04                      | 0.0                          |                              |
| 2.                           | Henri Toivonen               | Ian Grindrod                 | Porsche 911 SC RS            | 4:08:40                      | +36                          |                              |
| 3.                           | Robert Droogmans             | Ronny Joosten                | Porsche 911 SC RS            | 4:25:40                      | +17:36                       |                              |
| 4.                           | Terry Kaby                   | Kevin Gormley                | Nissan 240RS                 | 4:28:34                      | +20:30                       |                              |
| 5.                           | Attila Ferjáncz              | János Tandari                | Renault 5 Turbo              | 4:40:05                      | +32:01                       |                              |
| 6.                           | Gabriele Noberasco           | Paolo Spollon                | Fiat Ritmo Abarth 130 TC     | 4:41:46                      | +33:42                       |                              |
| 7.                           | Radoslav Petkov              | Nikolay Monchev              | Nissan 240RS                 | 4:46:52                      | +38:48                       |                              |
| 8.                           | Stasys Brundza               | Arvydas Girdauskas           | Lada VAZ 2105 VFTS           | 4:47:33                      | +39:29                       |                              |
| 9.                           | Sergey Vukovich              | Andris Zvingevics            | Lada VAZ 2105 VFTS           | 4:51:09                      | +43:05                       |                              |
| 10.                          | Joel Tammeka                 | Ants Kulgevee                | Lada VAZ 2105 VFTS           | 4:59:13                      | +51:09                       |                              |
| Klasyfikacja CoPaF           |                              |                              |                              |                              |                              |                              |
| 1.                           | Stasys Brundza               | Arvydas Girdauskas           | Lada VAZ 2105 VFTS           | 4:47:33                      | 0.00                         |                              |
| 2.                           | Sergey Vukovich              | Andris Zvingevics            | Lada VAZ 2105 VFTS           | 4:51:09                      | +3:36                        |                              |
| 3.                           | Joel Tammeka                 | Ants Kulgevee                | Lada VAZ 2105 VFTS           | 4:59:13                      | +11:40                       |                              |
| 4.                           | Andrzej Koper                | Jacek Lewandowski            | Renault 5 Alpine             | 5:00:46                      | +13:13                       |                              |